# Steve Letsike
Mmapaseka «Steve» Letsike est une militante sud-africaine des droits de l’homme, notamment ceux des personnes LGBTQ+. Elle est également active dans le champ politique et institutionnel en Afrique du Sud.
Mmapaseka «Steve» Letsike est reconnue pour son engagement dans la lutte contre le sida, notamment à travers ses fonctions de leader au sein du Conseil national sud-africain de lutte contre le sida,. Elle est également considérée comme l’une des figures lesbiennes du Congrès national africain (ANC) et s’est activement investie dans la défense des droits des LGBT en Afrique du Sud en Afrique du Sud.
En 2024, Mmapaseka «Steve» Letsike est élue parmi les membres de l’Assemblée nationale d'Afrique du Sud.

## Activisme

### Activisme contre le VIH/SIDA
Mmapaseka «Steve» Letsike exerce, pendant des années, les fonctions de vice-présidente du Conseil national sud-africain de lutte contre le sida (SANAC) et  préside le Forum de la société nationale, chargé de la mise en œuvre des politiques au niveau local.
Pendant plusieurs années, elle est également adjointe de Cyril Ramaphosa, avant que celui-ci ne devienne président de l'Afrique du Sud.
Dans le cadre de ses responsabilités au sein du SANAC, Letsike plaide pour un renforcement du soutien psychosocial aux personnes vivant avec le le VIH/SIDA, en complément des traitements antirétroviraux.
En 2015, Mmapaseka «Steve» Letsike représente l’Afrique du Sud lors du lancement du partenariat DREAMS, une initiative destinée à assurer un avenir sans sida pour les jeunes femmes en Afrique subsaharienne.
En 2021, Cyril Ramaphosa nomme Mmapaseka «Steve» Letsike au sein du panel chargé d’interviewer les candidats présélectionnés pour le poste de juge en chef de l'Afrique du Sud, afin de désigner le successeur de Mogoeng Mogoeng à l’issue de son mandat.

### Activisme LGBT
Adolescente, Letsike conteste avec succès la politique vestimentaire de son lycée qui interdisait aux filles de porter des pantalons. Elle crée également  sa première équipe féminine de football,,.
À l’âge adulte, elle a travaillé pour plusieurs organisations, notamment l’Anova Health Institute, qui offre des services de santé sexuelle aux hommes ayant des rapports sexuels avec des hommes dans plusieurs provinces sud-africaines, dont Gauteng, Mpamalanga, North West, Limpopo et Western Cape.
Ensuite, elle  fonde Access Chapter 2 (AC2), une organisation non gouvernementale qui sensibilise aux enjeux intersectionnels rencontrés par les communautés marginalisées en Afrique du Sud, notamment les personnes noires, les femmes, les enfants et la communauté LGBT. Le nom de l’AC2 fait référence à la Section 2 de la Déclaration des droits de la Constitution sud-africaine.
À la suite des meurtres de plusieurs lesbiennes en 2011, dont Noxolo Nogwaza, le gouvernement sud-africain met en place une équipe nationale de travail chargée d’enquêter sur la hausse des crimes haineux ciblant la communauté LGBT. Mmapaseka « Steve » Letsike a été nommée coprésidente de ce groupe,. En 2014, elle  publie une lettre ouverte adressée aux dirigeants africains, en réaction à l’adoption par le gouvernement ougandais d’une loi réprimant l’homosexualité.
En 2021, Mmapaseka «Steve» Letsike est nommée présidente du Commonwealth Equality Network, une organisation qui regroupe des associations de la société civile engagées pour les droits des personnes LGBT à travers l’ensemble du Commonwealth,.
En 2023, En 2023, Mmapaseka «Steve» Letsike est largement considérée comme une candidate probable à l’élection du Comité exécutif national de l’ANC. Cependant, elle ne figure pas parmi les 87 membres élus, suscitant des critiques de la part du mouvement Embrace Diversity, ayant dénoncé son exclusion ainsi que le faible nombre de personnes LGBT élues au NEC.
En janvier 2024, le secrétaire général du NEC, Fikile Mbalula la désigne parmi les quatre nouveaux membres cooptés afin de garantir une «représentation plus équilibrée» au sein de cet organe décisionnel. Avec cette nomination, Letsike devient la deuxième personne ouvertement LGBT à siéger au NEC, après Lynne Brown.

## Vie privé
Letsike nait et grandit à Atteridgeville, dans la province du Gauteng en Afrique du Sud. Orpheline de ses deux parents dès son plus jeune âge, elle est élevée par ses grands-parents,. Elle est mère d’une fille.

## Note et Références

### Note
- (en) Cet article est partiellement ou en totalité issu de l’article de Wikipédia en anglais intitulé « Steve Letsike » (voir la liste des auteurs).